# Trafikdata
Trafikdata (ibland benämnt som trafikuppgift) avser information om trafik, t.ex. om vägtrafik, flygtrafik och också om datatrafiken som sker inom datornätverk och telekommunikation. 
När trafikdata avser IT- och telekommunikation betecknar begreppet den del av meddelandet som ska särskiljas från meddelandets innehåll, i fallet e-post, meddelandets text. Trafikdata innehåller inget textinnehåll utan endast uppgifter om i) avsändare, ii) mottagare, iii) tidpunkt för kommunikationstransaktion, och iv) medium för kommunikationstransaktionen (till exempel telefon, mail eller betalning). 
Call Detail Record (CDR) betecknar metadata, inklusive trafikdata, som avser telefonsamtal. Internet Protocol Detail Record (IPDR) betecknar metadata, inklusive trafikdata, som avser internetanvändning. Trafikdata inom IT- och telekommunikation benämns ibland som metadata.
Trafikdata kan användas för trafikanalys och övervakning, dvs. för att kartlägga enskildes kontaktnät, surfvanor eller internettelefonerande, ibland benämnt som sociogram. Eftersom trafikdata ej rör ett meddelandes innehåll erbjuder kryptering inget skydd mot denna typ av kartläggning.

## Trafikuppgifter i datalagringsdirektivet
EG:s direktiv (2006/24/EG) om lagring av trafikuppgifter (Datalagringsdirektivet) medför en skyldighet för telefoni- och internetleverantörer att lagra abonnentinformation i minst sex månader, men högst två år. De telefonidata ska sparas, som är nödvändiga för att visa varifrån, när och till vem en person ringer. Även information om vem som skickar SMS till vem och när detta sker lagras. De internetdata som ska sparas är vilken IP-adress varje abonnent haft vid varje given tidpunkt. Tillhandahållare av e-posttjänster skall också lagra uppgifter om bl.a. avsändare och mottagare av ett e-postmeddelande.
Det finns ett förslag om att genomföra Datalagringsdirektivet i svensk rätt. Den svenska regeringen vill bestämma datalagringen till sex månader.

## Trafikdata i konventionen om cyberbrott
Trafikdata definieras på följande sätt i artikel 1(d) av konventionen om cyberbrott: "trafikuppgifter: datorbehandlingsbara uppgifter som hänför sig till ett meddelande som förmedlas med hjälp av ett datorsystem, vilka alstrats av ett datorsystem som ingick i kommunikationskedjan och anger meddelandets ursprung, destination, färdväg, tid, datum, storlek, varaktighet eller typ av underliggande tjänst."
Enligt artikel 20 i konventionen har staterna en skyldighet att samla in trafikdata. Enligt artikel 30 har stater en skyldighet att överlämna trafikdata till andra stadgeparter.

## Trafikdata i FRA-lagen

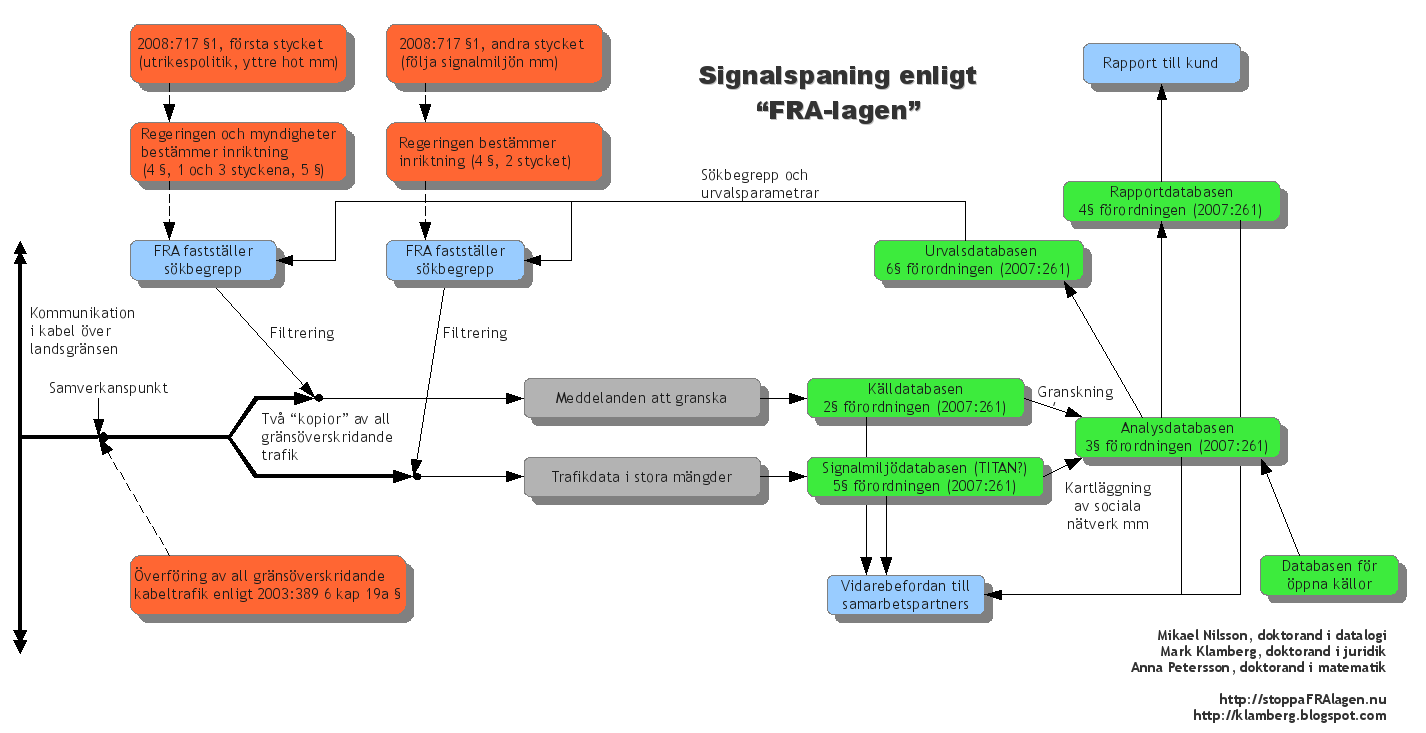
Beskrivning hur Försvarets Radioanstalt inhämtar och bearbetar kommunikation -- enligt "Stoppa FRA-lagen", ett nätverk av organisationer och privatpersoner som vill avskaffa lagen

I ett reportage den 16 juni 2008 i RapportSVT Rapport avslöjades att Försvarets radioanstalt inhämtar trafikdata och lagrar detta i databasen Titan. Verksamheten beträffande teletrafik hade 2008 pågått i 10–15 år; och beträffande internettrafik i upp till 8 år. Vid tidpunkten för avslöjandet skedde lagringen med gallring efter 18 månader, men detta ska ändras till 12 månader.
I förarbetena till den s.k. FRA-lagen anges det att verksamheten som bedrivs enligt 1 § andra stycket signalspaningslagen "förutsätter inhämtning av metadata (data om data, såsom till exempel kanalnummer och bärfrekvens)", "verksamheten avser normalt inte innehållet i meddelanden" och "kan komma att innefatta inhämtning av information, till exempel om mellan vilka viss kommunikation äger rum, som är känslig ur integritetssynpunkt".